# Ёмкость среды
Предельная нагрузка биологического вида на среду обитания (ёмкость среды) — максимальный размер популяции вида, который среда может безусловно стабильно поддерживать, обеспечивать пищей, укрытием, водой и другими необходимыми благами.
Для популяции человека необходимыми иногда также признают гигиену и медицинское обслуживание. С увеличением плотности заселения рождаемость обычно падает, а смертность — растёт. Разность между рождаемостью и смертностью называют естественным приростом.
Таким образом, экологическая ёмкость среды — это количество индивидов, проживание которых в данной среде не ведет к негативному воздействию на организм индивида и среду. Ниже ёмкости среды популяция, как правило, имеет положительный естественный прирост, при превышении ёмкости естественный прирост обычно становится отрицательным.

## Человечество
Есть много оценок, демонстрирующих широкий диапазон возможных значений ёмкости среды в отношении человеческой популяции. В 2001 году в докладе ООН сообщалось, что две трети оценок попадают в диапазон от 4 до 16 млрд (с неопределенным стандартным отклонением) с медианным значением в 10 млрд. Более поздние исследования показывают намного меньшие значения, в значительной степени из-за истощения ресурсов и увеличения темпов потребления. Емкость среды зависит от развития цивилизации и чем выше производительность труда, тем больше емкость среды. Например для обеспечения семьи охотников и собирателей из 10 человек требуется 5,6 км², а при дальнейшем переходе к земледельческому типу экономики, затем к индустриальному и наконец современному необходимая для обеспечения одного человека площадь земли уменьшается.
Противники концепции ёмкости среды для человеческой популяции указывают на отсутствие учёта многослойного взаимодействия между людьми и средой, сторонники же утверждают, что теория настолько же применима к человеку, насколько и к любому другому организму. Разнятся лишь размеры популяции, уровень жизни и потребляемые ресурсы.
Ёмкость среды планеты исследуется также при помощи компьютерных моделей, к примеру World3.

### Влияние на ёмкость среды
Ёмкость среды в первом приближении имеет в своей основе обеспеченность организмов пищей. Люди с их стремлением к расширению своих репродуктивных возможностей осознают вариативность потребности в пище и влияние на ёмкость среды множества факторов. К примеру, жилище обеспечивает меньшую потребность в пище благодаря снижению затрат энергии на поддержание температуры тела, что увеличивает ёмкость среды за счет уменьшения потребления еды.

## Уравнение Ферхюльста — Пирла
Американский эколог Раймонд Пирл в 1920 году вывел это уравнение для описания динамики биологических популяций. В 1838 бельгийский математик и демограф Пьер Ферхюльст вывел аналогичное уравнение для описания человеческого населения.
Уравнение логистического (лимитированного роста) популяции показывает, что с увеличением численности популяции ресурсы уменьшаются, снижается экологический иммунитет, увеличивается пресс хищников. Таким образом, рост популяции замедляется и численность приближается к верхнему пределу.
{\displaystyle dN/dt=rN(1-N/K)}
где
- N — численность (плотность) популяции;
- r — скорость роста популяции, обусловленная свойствами организма (специфическая скорость роста популяции);
- K — ёмкость среды для максимальной плотности популяции, или предельная нагрузка на среду, соответствующая верхней асимптоте, при которой индекс рождаемости равен индексу смертности;
- t — время.